# Chiesa di Sant'Andrea degli Scozzesi
La chiesa di Sant'Andrea degli Scozzesi è un luogo di culto cattolico di Roma, nel rione Trevi, in via delle Quattro Fontane.
La chiesa fu costruita, con l'annesso convento e collegio degli scozzesi, nel 1592 per ordine di papa Clemente VIII, che comprò un palazzo di un certo Cosmo, nobile fiorentino, ed intitolò originariamente la chiesa a sant'Andrea e a santa Margherita regina. Paolo V affidò la cura del collegio ai padri gesuiti. Nel XVIII secolo la chiesa vide la celebrazione di importanti eventi: nel 1717, il 10 giugno, papa Clemente XI  assistette ad una messa alla presenza di Giacomo Francesco Edoardo Stuart, pretendente al trono inglese; nel 1719 vi furono celebrati i funerali di Maria Beatrice d'Este, seconda moglie di Giacomo II Stuart.
Passata la Rivoluzione francese e l'occupazione francese di Roma, durante la quale la chiesa fu requisita dall'esercito d'oltralpe e chiusa al pubblico, nel XIX secolo chiesa e collegio furono restaurati ad opera di Luigi Poletti.
Nel 1962 la chiesa fu sconsacrata e tutto il complesso divenne sede della Cariplo, istituto bancario lombardo.
Nel timpano della facciata è racchiusa la croce di sant'Andrea e l'iscrizione Sancto Andrea Apostolo Scotorum. L'interno si presenta a navata unica, con volta a botte e due cappelle laterali. All'altare maggiore vi è una tela raffigurante il Martirio di sant'Andrea della scuola del Borgognone.